# Битва під Бельовим
Битва під Бельовим — битва, яка відбулася в 1437 році під містечком Бельовим між військами князівства Московського під командуванням Дмитра Шемяки та татарськими військами (з 1438 року Казанського ханства) на чолі з ханом Улуг-Мухаммедом. Результатом битви стала повна поразка московської армії.

## Передумова
До 1437 року хан Улуг-Мухаммед програв боротьбу за владу в Золотій Орді. Він був змушений тікати і опинився з невеликим військом біля містечка Бельова, що у верхній течії річки Оки. Спочатку князь московський Василь II, який заборгував перед Улуг-Мухаммедом за престол Великого князівства, досить добре прийняв хана-втікача і дозволив йому кочувати в околицях Бельова. Є дані, що Василь II та Улуг-Мухаммед уклали якийсь договір, пообіцявши не вчиняти ворожих дій один проти одного. Однак після зміцнення позиції Улух-Мухаммада він почав вчиняти набіги: «він спустошував чужі краї, мов орел, летів далеко від свого гнізда в пошуках їжі». Це викликало занепокоєння людей у внутрішніх колах Московського князівства, вони чинили тиск на Василя II, і тому він вирішив вигнати Улуг-Мухаммеда з Бельова. Цікаво зазначити, що в той час Великий князь Литовський формально був сюзереном Бельова, як і інших верхівських князівств, але вони також зберігали зв'язки з Москвою.

## Кампанія 1437
Василь II послав до Бельова армію під командуванням своїх двоюрідних братів Дмитра Шемяки та Дмитра Красного (вони були також його суперниками у боротьбі за престол Великого князівства) та «багатьох інших князів». Російські джерела оцінюють армію, відправлену до Бельова, як дуже велику. По дорозі армія пограбувала місцевих жителів (за даними літопису великого князя), і не лише для того, щоб прогодувати себе, а й відправила награбоване додому.
Збираючись провести зиму біля Бельова, Улуг-Мухаммед побудував біля міста своєрідне укріплення («острог») — плетені стіни були вкриті снігом і политі водою. Після того, як вода замерзла, утворилася неприступна «крижана фортеця». Укріплення було добре розташоване у фортифікаційному плані: із Заходу та Півдня підходи були захищені глибоким яром, уздовж якого текла річка Білівка, а зі Сходу — крутим берегом річки Оки. Придатний підхід, для нападу, був лише з півночі, і той в самій вузькій частині мав ширину не більше 100 м

### Битва
4 грудня московські війська напали на татар і загнали їх у крижану фортецю, але зазнали поразки, намагаючись захопити її відразу. Князі Петро Кузьмінський та Семен Волинець, які ввірвались у фортифікацію по п'ятах татар, які відступали, були вбиті. За даними російського літопису, втрати татар також були великими, там навіть загинув невідомий зять Улуг-Мухаммеда.
Замість того, щоб готуватися до продуманого штурму, московські командири вступили в переговори і втратили пильність. У деяких літописах головна провина за поразку покладається на Григорія Протасьєва, воєводу Мценського, який нібито перейшов на бік Улуг-Мухаммеда і «здійснив зраду». Протасьєв повідомляв, що великий князь хотів укласти мир і забороняв «воювати з царем». Під час переговорів вранці 5 грудня Улу-Мухаммед відмовився від сплати йому Москвою будь-якої данини і пообіцяв не нападати на московські князівства, а також запропонував сина в заручники. Натомість Улуг-Мохаммед просив лише дозволити йому залишатися в околицях Бельова до весни. Однак воєводи Василь Собакін та Андрій Голтаєв, які вели переговори, відхилили цю пропозицію. Тоді Улуг-Мухаммед, який опинився у відчайдушній ситуації, особисто очолив напад на московську армію. Скориставшись «густим туманом», татари здійснили несподіваний маневр і атакували з тилу непідготовлені московські війська. Була велика паніка і тотальна втеча московитів, і таким чином хан Улуг-Мухаммед здобув повну перемогу.

## Наслідки
Після поразки під Бельовим Василь II разом з Дмитром Шемякою та Дмитром Красним підписали договір з Борисом Олександровичем, князем Тверським, передбачаючи, зокрема, взаємодопомогу у випадку вторгнення «царя» (хана Золотої Орди) чи інших татар. Натомість Василь та його двоюрідні брати пообіцяли не приймати в своє правління міста Твер та Кашин в дар від хана.
Улуг-Мухаммед після перемоги під Бельовим захопив спустошене місто Казань, укріпився там та заснував Казанське ханство, і незабаром почалися набіги на Московію{{Sfn}}.

## Нотатки
1. ↑  У той час Князівство Московське визнало своє підпорядкування Золотій Орді і назвало її хана «царем» (тобто верховним правителем).
2. ↑  Будучи верховним правителем, хан Золотої Орди теоретично міг відібрати у Тверського князя права правління князівством та передати його землі Великому князівству Московському або іншому князівству, як плату за відданість правителів цих князівств хану.